# Monasterio de San Esteban y San Hilario de Umfred
El monasterio de San Esteban y San Hilario de Umfred o Riufred (en catalán: monestir de Sant Esteve i Sant Hilari) fue un templo situado en Alp, en la comarca de la Baja Cerdaña, provincia de Gerona, Cataluña, España. Fue el primer monasterio de esta comarca del siglo IX.

## Historia
El conde Frèdol en el año 815 lo mandó construir dedicada a los santos Esteban e Hilario, corrientemente nombrada de Sant Esteve d'Umfred. Fue localizada por el párroco Jaume Martí, por encima de donde pasa la carretera de Alp a La Molina, son unas ruinas con una gran losa de pizarra y paredes trabajadas con opus spicatum, que también se encuentra en otras iglesias próximas de esta misma zona, como la de Santa Cecilia de Bolvir, en los cimientos del ábside de Santa Eugenia de Saga y sobre todo en la de Sant Esteve de les Pereres en Fontanals de Cerdaña.